# Stanley Milgram
Stanley Milgram (født 15. august 1933, død 20. december 1984) var en socialpsykolog ved Yale-universitetet, Harvard-universitetet og City-universitetet i New York. I sin tid på Yale udførte han flere kendte eksperimenter, blandt andet verden er lille-eksperimentet, der viste hvor mange led der skal til for at sammenkoble to forskellige mennesker, og Milgram-eksperimentet om tiltroen til autoriteter. Han introducerede også begrebet kendte fremmede.
|  | Artiklen om Stanley Milgram kan blive bedre, hvis der indsættes et (bedre) billede Du kan hjælpe ved at afsøge Wikimedia Commons for et passende billede eller uploade et godt billede til Wikimedia Commons iht. de tilladte licenser og indsætte det i artiklen. |

1. ↑  Navnet er anført på svensk og stammer fra Wikidata hvor navnet endnu ikke findes på dansk.